# Dreux
Dreux é uma comuna francesa na região administrativa do Centro, no departamento Eure-et-Loir. Estende-se por uma área de 24,26 km². Em 2010 a comuna tinha 31 194 habitantes (densidade: 1 285,8 hab./km²).452 hab/km².